# Малов, Александр Витальевич
Александр Витальевич Малов (р. 1968) — российский историк, кандидат исторических наук, старший научный сотрудник Центра военной истории России Института российской истории РАН.

## Биография
В 2001—2006 годах занимал должность редактора военно-исторического журнала «Цейхгауз». В 2004 году защитил кандидатскую диссертацию на тему «Выборные полки солдатского строя. 1656—1671 гг.». Область научных интересов — вооруженные силы и войны России в XVI—XVII вв.
Является главным редактором альманаха «Единорогъ: Материалы по военной истории Восточной Европы эпохи Средних веков и Раннего Нового времени», членом редколлегии альманаха «Военная археология» Проблемного совета «Военная археология» при ГИМе и ответственным редактором научно-популярных книг по военной истории подсерий «Войны Московского государства», «Дела Марсовы», «Сражения Великой войны», «Военные биографии», а также серии «Ратное дело» издательства «Фонд „Русские Витязи“».

## Основные научные работы

### Монографии
- Русско-польская война 1654—1667 гг. — М.: Цейхгауз, 2006. — ISBN 5-94038-111-1
- Московские выборные полки солдатского строя в начальный период своей истории. — М.: Древлехранилище, 2006. — ISBN 5-93646-106-8

### Некоторые статьи
- Перевод с галансково письма, что подал боярину Илье Даниловичу Милославскому райтарсково строю полковник Исак фан Буковен, как всяких чинов урядников воспросить про ратное ученье, что всякому уряднику в ратном строе подобает ведать. И против тех воспросов — ответ. // Российский архив. История отечества в свидетельствах и документах XVIII—XIX вв. — М., 1995. — С. 7-9.
- Государевы московские выборные полки солдатского строя: Краткий очерк истории и организации // Военно-исторический журнал «Цейхгауз». 2001. № 1 (13). — С. 2-7.
- Государевы московские выборные полки солдатского строя: Командиры выборных полков. // Военно-исторический журнал «Цейхгауз». 2001. № 2 (14). — С. 2-7.
- Знамёна войск нового строя. // Военно-исторический журнал «Цейхгауз». 2001. № 3 (15). — С. 6-10.
- Знамёна войск нового строя: Символика креста. // Военно-исторический журнал «Цейхгауз». 2001. № 4 (16). — С. 2-7.
- Русская пехота XVII века: Государево жалованье — служилое платье. // Военно-исторический журнал «Цейхгауз». 2002. № 1 (17). — С. 10-16.
- Гарнизон борисоглебской крепости. Государево служилое платье. 1666 г. // Военно-исторический журнал «Цейхгауз». 2003. № 1 (21). — С. 3-7.
- Служилый «город» XVII вв.: пензенские знамёна. Из истории строительства и обороны степных границ. // Военный сборник. Вып. 1. — М., 2004. — С. 12-23.
- Московские выборные полки солдатского строя в годы Разинской смуты (1666—1671) // Проблемы истории России. Вып. 6: От Средневековья к Современности. Сб. науч. тр. — Екатеринбург, 2005. — С. 59-106.
- Начальный период Смоленской войны на направлении Луки Великие — Невель — Полоцк до разгрома Полоцка 3 июня 1633 г. // Памяти Лукичева. Сборник статей по истории и источниковедению. — М., 2006. — С. 124—172.
- Ратные люди Великих Лук накануне Смоленской войны 1632—1634 гг.: от разбора служилых «городов» 139-го (1630/31) г. до начала военных действий в октябре 1632 г. // Архив русской истории. Вып. 8. 2007. — С. 98-156.
- Ратные люди Великих Лук после Смуты и разбор служилых «городов» 1621/22 г. // Историография, источниковедение, история России X—XX вв. — М., 2008. — С. 90-126.
- Борьба за Невель в конце Смуты // Ukraina Lithuanica: студії з iсторії Великого князівства Литовського. Т. I. — Київ, 2009. — С. 67-88.